# Ван Ганьчан
Ван Ганьчан (кит. 王淦昌, англ. Wang Ganchang) ― китайский учёный-исследователь, доктор физических наук, профессор, академик АН КНР, один из создателей китайского атомного оружия, лауреат Государственных премий КНР в области естественных наук и за успехи в науке, технологии, за вклад в оборону страны.
Родился 28.05.1907 г. в городе Чаншу провинции Цзянсу.
В 1929 г. окончил Университет Цинхуа, докторскую диссертацию защитил в Берлинском университете, Германия, где учился в 1930—1934 гг.
С 1934 по 1936 г. — профессор Шаньдунского университета. В 1936—1950 гг. (с перерывом) профессор и декан физического факультета в университете Чжэцзян. В 1948—1949 гг. старший научный сотрудник Лаборатории им. Э. Лоуренса (Беркли, США) В 1950—1956 гг. — профессор, с 1952 г. заместитель директора Институт физики АН КНР.
С 1956 г. научный сотрудник, с 1958 по 1960 г. вице-директор ОИЯИ. В 1961—1983 гг. — профессор и заместитель директора Китайской академии инженерной физики, профессор, директор Института атомной энергии (Пекин). С 1983 г. его почётный директор.
Учёный в области физики элементарных частиц, термоядерного синтеза. Один из создателей китайского атомного оружия.
Соавтор сделанного учеными ОИЯИ открытия «Антисигма-минус-гиперон».
Лауреат Государственных премий КНР в области естественных наук и за успехи в науке, технологии, за вклад в оборону страны.
Почётный доктор Московского государственного университета с 1990 г.
Умер 10.12.1998 г.